# Willi Holdorf
Willi Holdorf (Blomesche Wildnis, 17 de febrero de 1940-Achterwehr, 5 de julio de 2020) fue un deportista alemán que compitió para la RFA en atletismo y bobsleigh.
Participó en los Juegos Olímpicos de Tokio 1964 en atletismo, obteniendo una medalla de oro en la prueba de decatlón. Además, consiguió una medalla de plata en el Campeonato Europeo de Bobsleigh de 1973. Tras su retirada, fue el entrenador de atletismo de Claus Schiprowski, saltador de pértiga, a quien llevó a ganar la medalla olímpica de plata. Trabajó como representante de la marca deportiva Adidas hasta el año 2016.

## Palmarés internacional
| Juegos Olímpicos | Juegos Olímpicos | Juegos Olímpicos | Juegos Olímpicos |
| Año              | Lugar            | Medalla          | Prueba           |
| ---------------- | ---------------- | ---------------- | ---------------- |
| 1964             | Tokio (Japón)    | Medalla de oro   | Decatlón         |

| Campeonato Europeo | Campeonato Europeo | Campeonato Europeo | Campeonato Europeo |
| Año                | Lugar              | Medalla            | Prueba             |
| ------------------ | ------------------ | ------------------ | ------------------ |
| 1973               | Cervinia (Italia)  | Medalla de plata   | Doble              |